# 175411 Yilan
175411 Yilan è un asteroide della fascia principale. Scoperto nel 2006, presenta un'orbita caratterizzata da un semiasse maggiore pari a 2,4241671 UA e da un'eccentricità di 0,1692837, inclinata di 1,84164° rispetto all'eclittica.